# 神奈川大学体育会硬式野球部
神奈川大学硬式野球部（かながわだいがくたいいくかいこうしきやきゅうぶ、Kanagawa University Baseball Club）は、神奈川大学野球連盟に所属する大学野球チーム。神奈川大学の学生によって構成され、OB会も組織されている。
モットーは、「文」と「武」は決して切り離せるものではなく、また両立させるというものでもないとして「文武一道」。神奈川大学リーグ優勝回数は関東学院大学と並びリーグ最多の56回（2023年秋季リーグ戦終了時点）。

## 歴史
同大学硬式野球部の歴史は、前身の横浜専門学校時代の1929年（昭和4年）創部に始まる。
- 1928年（昭和3年）　神奈川大学の前身である横浜学院を開設。
- 1929年（昭和4年）　横浜専門学校に改称。野球部を創部。
- 1930年（昭和5年）　全国高等専門学校野球大会に初出場。
- 1934年（昭和9年）　横浜商業専門学校（Ｙ専、現 横浜市立大学）と第1回定期戦が行われる[2]。
- 1939年（昭和14年） 全国実業専門学校野球大会（全国高等専門学校野球大会の後進）で初優勝[2]。
- 1949年（昭和24年） 神奈川大学が発足。

同1949年、横浜四大学野球連盟（現在の神奈川大学野球連盟）設立。初期の加盟校は横浜国立大学、横浜市立大学、神奈川大学、関東学院大学の4校。
- 1955年（昭和30年）　第4回全日本大学野球選手権大会準決勝で優勝した4年秋山登投手らの明治大に4-11て敗れるも、初のベスト4。
- 1963年（昭和38年）　第12回全日本大学野球選手権大会で、4年森川卓郎投手や2年福富邦夫らを擁して準決勝で優勝した3年渡辺泰輔投手らの慶応大に2-4で敗れ、2度目のベスト4。
- 1966年（昭和41年）　第15回全日本大学野球選手権大会で、3年五十嵐英夫と2年片岡建両投手や雨宮捷年外野手らを擁して、4年槌田誠捕手らの立教大を4-1、東海大を3-0で下し進出した準決勝で、優勝した日本大に1-2（延長11回）で惜敗し、3度目のベスト4。
- 1969年（昭和44年）　第18回全日本大学野球選手権大会準決勝で優勝した4年上田次朗投手らの東海大に0-5で敗れ、4度目のベスト4。
- 1973年（昭和48年）　第4回明治神宮野球大会準決勝で優勝した2年中畑清らの駒澤大に1-5で敗れるも、初のベスト4。
- 1983年（昭和58年）　第32回全日本大学野球選手権大会で2年伊藤敦規投手らの福井工大を4-3、3年広澤克実らの明治大を2-1で下し進出した準決勝で、近畿大に3-10で敗れ、5度目のベスト4。
- 1986年（昭和61年）　第17回明治神宮野球大会初戦2回戦で3年古田敦也らの立命館大を3-2で下し進出した準決勝で、4年新谷博や3年新井富夫らの投手陣の駒澤大に0-1で惜敗し、2度目のベスト4。
- 1991年（平成3年）　第40回全日本大学野球選手権大会で松山大を5-4、小桧山雅仁と若松幸司の4年生の両輪擁する慶応大を2-1、東海大を15-2（7回コールド）で下し進出した準決勝で、関西大に3-5に敗れ、6度目のベスト4。
- 1992年（平成4年）　第41回全日本大学野球選手権大会で前年に続き渡辺秀一投手（3年）の活躍で準々決勝で佐々木善丈と窪田衡吏の4年生の両輪擁する明治大を3-0で完封で下し前年同様進出した準決勝で、4年大西敏文投手擁する立命館大に3-7で敗れ、7度目のベスト4。
- 2003年（平成15年）　第34回明治神宮野球大会準決勝で、3年荻野忠寛投手らを擁して青山学院大を4-1で下し進出した決勝戦で、東亜大（準決勝で早大を7-3）に9-10で惜敗し、初の準優勝。
- 2007年（平成19年）　古川祐一監督就任
- 2009年（平成21年）　古川監督 大学野球日本代表コーチ就任
- 2010年（平成22年）　第41回明治神宮野球大会準決勝で優勝した4年斎藤佑樹投手らの早稲田大に1-4で敗れ、3度目のベスト4。
- 2014年（平成26年）　第63回全日本大学野球選手権大会では、3年児玉龍也や2年濵口遥大らの投手陣を擁して、準決勝で4年源田壮亮擁する愛知学院大を2-1で下し進出した決勝戦で、東海大に0-2で惜敗し、初の準優勝[3]。
- 2015年（平成27年）　第64回全日本大学野球選手権大会で前年に続き濵口遥大投手（3年）らの活躍で進出した準決勝で、流通経済大に0-3で敗れ、8度目のベスト4。
- 2021年（令和3年）　第52回明治神宮野球大会準決勝で慶応大に4-×6で惜敗し、4度目のベスト4。

神奈川大学野球リーグでは、長らく関東学院大とリーグの覇を競ってきた。2010年代以降になると、この2強に対して桐蔭横浜大が躍進している。

## 本拠地

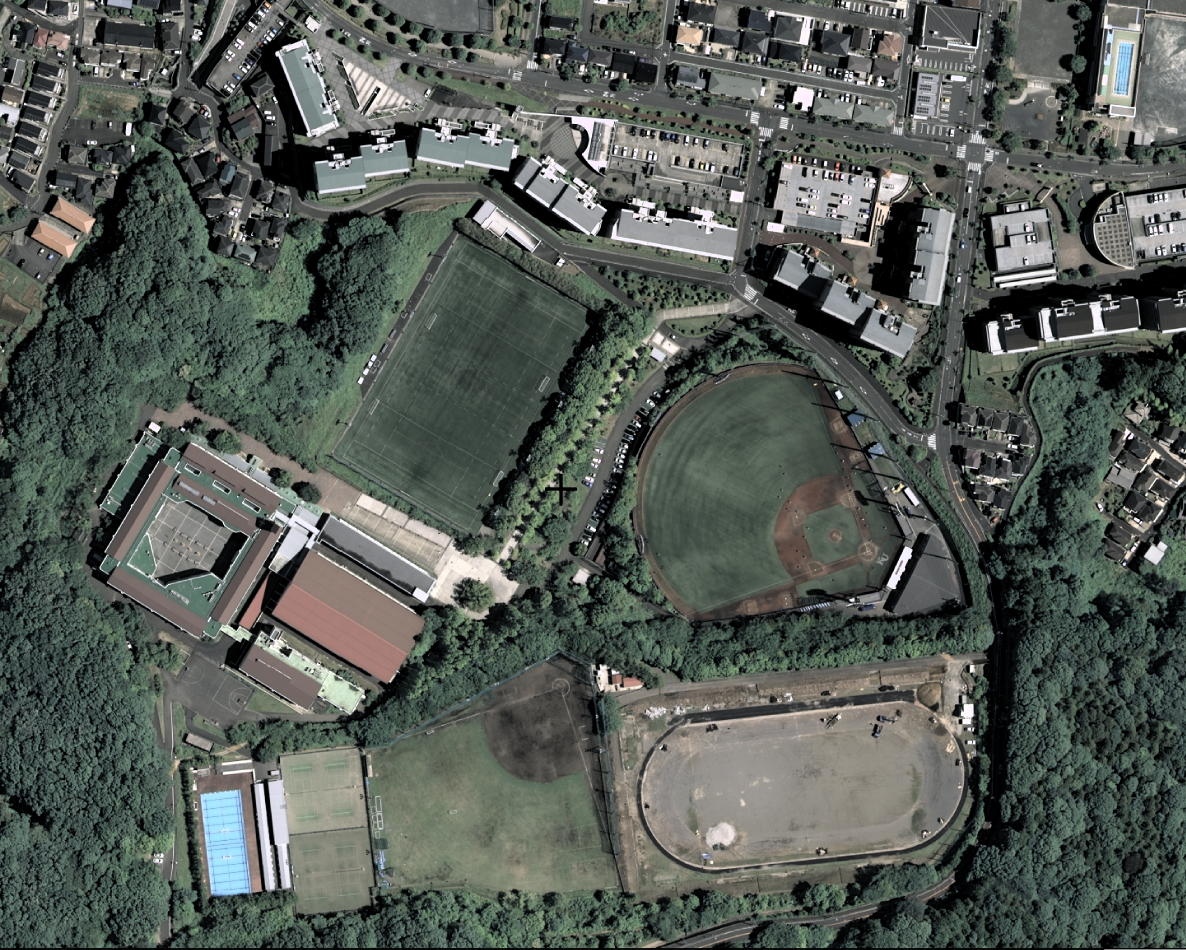
神奈川大学中山グラウンド

神奈川県横浜市緑区台村町800 神奈川大学中山グラウンド
- 東日本旅客鉄道（JR東日本）横浜線・横浜市営地下鉄グリーンライン 中山駅南口より徒歩15分。
- 相鉄本線鶴ヶ峰駅から、相鉄バス 西ひかりが丘行終点まで約20分乗車。下車後、徒歩3分。

## 記録
※ 2023年春秋リーグ戦終了時点
- 神奈川大学野球リーグ 優勝56回
- 全日本大学野球選手権大会 準優勝1回
- 明治神宮野球大会 準優勝1回
- 明治神宮競技大会野球競技 高専の部 優勝1回（1939年）
- 日本学生野球協会結成記念野球大会 大学の部 準優勝（1962年）

## ユニフォーム
以前はチームカラーは紺色または黒色を主体として、グレー地で胸に「JINDAI」と記され、90年代中盤以降は文字の回りにはスクールカラーでもあるプラウドブルーに近い青色のアクセント、左肩にはＫＵのロゴがあった。

2019年からは上がプラウドブルー地で胸にＫＵのロゴ、下は白ベースに変更された。

## 応援
- 神奈川大学吹奏楽部やチアリーディング部などが中心となって応援する。チアリーディング部WildCatsが試合の合間にマルーン5『LuckyStrike』、セレーナ・ゴメス『Summers Not Hot』等の楽曲に合わせてダンスを披露する[4]。
- 2014年度第63回全日本大学野球選手権大会決勝 対東海大学では『夏祭り』、『キューティーハニー』、 神奈川県強羅や芦ノ湖北岸付を舞台とする新世紀エヴァンゲリオン主題歌『残酷な天使のテーゼ』などが演奏された[5][6][7]。
- 『JINDAIコール』は、JINDAIのアルファベット1文字ずつ書かれたパネルを用いる。（J! I! ND! AI! ジンダイ!）
- その他、神奈川大学公式の応援歌『久遠の覇者』第二応援歌『力と技術(わざ)を』、『神奈川大学マーチメドレー』、『神奈川大学名物ノーエ節』や、野球の応援ではお馴染みの『タッチ』主題歌（タッチマーチ）、『サウスポー』なども演奏される。

## 関連人物

### 役員・監督・コーチ
※ 2024年春季リーグ戦現在
- 田上繁 - 部長
- 小向亘 - 副部長
- 古川祐一 - 総監督
- 岸川雄二 - 監督。元西武ライオンズ（内野手）
- 玉城秀一 - コーチ
- 増田仁 - コーチ
- 保坂彰茂 - コーチ。東洋大学出身（投手）。
- 後藤喜多郎 - マネジメントコーチ
- 胡麻裕宜 - マネジメントコーチ
- 山口厚樹 - アドバイザー
- 長壁慶司 - トレーナー
- 屋鋪要 - 2014年から臨時コーチ。元大洋ホエールズ（外野手、スーパーカートリオの一人）。プロ野球で1986年から88年まで3年連続盗塁王。

### 出身者
- 足立祐一 - 元プロ野球選手、東北楽天ゴールデンイーグルス
- 濵口遥大 - プロ野球選手、横浜DeNAベイスターズ、福岡ソフトバンクホークス
- 出井敏博 - 元プロ野球選手、埼玉西武ライオンズ
- 庄子雄大 - プロ野球選手、福岡ソフトバンクホークス
- 渡辺秀一 - 元プロ野球選手、1994年パリーグ新人王
- 朝井昇 - 元プロ野球選手
- 雨宮捷年 - 元プロ野球選手
- 五十嵐英夫 - 元プロ野球選手
- 池沢義行 - 元プロ野球選手
- 石橋貢 - 元プロ野球選手
- 浮島徹士 - 元プロ野球選手。旧制横浜専門学校卒
- 大島郁将 - 元プロ野球選手
- 岡島厚 - 元プロ野球選手
- 大石友好 - 元プロ野球選手・コーチ
- 荻野忠寛 - 元プロ野球選手
- 小沼慶多 - 元高校野球指導者
- 笠松実 - 元プロ野球選手。旧制横浜専門学校中退
- 片岡建 - 元プロ野球選手
- 加藤大輔 - 元プロ野球選手
- 岸川雄二 - 元プロ野球選手、現 硬式野球部監督
- 北川裕司 - 元プロ野球選手
- 北野洸貴 - 元プロ野球選手・育成
- 児玉龍也 - 元プロ野球選手
- 迫田七郎 - 元プロ野球選手
- 佐藤太陽 -プロ野球選手、埼玉西武ライオンズ
- 椎正年 - 元プロ野球選手
- 鈴木秀幸 - 元プロ野球選手
- 高橋幸一 - 元プロ野球選手。中退
- 筒井敬三 - 元プロ野球選手。旧制横浜専門学校卒
- 平川洋幸 - 元プロ野球選手。中退
- 福富邦夫 - 元プロ野球選手
- 村越稔 - 元プロ野球選手
- 森川卓郎 - 元プロ野球選手
- 柳沼強 - 元プロ野球選手
- 山口富夫 - 元プロ野球選手
- 渡辺元智 - 元高校野球指導者、横浜高校野球部終身名誉監督。愛甲猛や松坂大輔らを育てた。中退